# Ameromyia longiventris
Ameromyia longiventris is een insect uit de familie van de mierenleeuwen (Myrmeleontidae), die tot de orde netvleugeligen (Neuroptera) behoort. 
Ameromyia longiventris is voor het eerst wetenschappelijk beschreven door Navás in 1917.